# ويليام أوهانلون
ويليام أوهانلون (10 مارس 1863 بملبورن في أستراليا - 23 يونيو 1940) (بالإنجليزية: William O'Hanlon)‏ هو لاعب كريكت أسترالي.

## وصلات خارجية
- ويليام أوهانلون على موقع إي آس بي آن كريك إنفو (الإنجليزية)